# Wetsontwerp (België)
In België is een wetsontwerp een akte waarin een bepaalde tekst wordt voorgedragen om na stemming wet te worden.  Het wetsontwerp onderscheidt zich van een wetsvoorstel doordat een wetsontwerp uitgaat van de uitvoerende macht (de koning en zijn ministers). Zij beschikken over initiatiefrecht.
Als het gaat over een bicamerale wet kan de koning (dit zijn eigenlijk de ministers omdat de koning geen feitelijke macht heeft) beslissen of het wetsontwerp eerst naar de Kamer of naar de Senaat gaat.
Op het niveau van de Gemeenschappen  en Gewesten spreekt men van een ontwerp-decreet of een ontwerp-ordonnantie, respectievelijk bij de totstandkoming van een decreet of ordonnantie.  Het gaat in die gevallen om voorstellen die uitgaan van de Gemeenschaps- of Gewestregering.